# Шубарсуський сільський округ
Шуба́рсуський сільський округ (каз. Шұбарсу ауылдық округі, рос. Шубарсуский сельский округ) — адміністративна одиниця у складі Ордабасинського району Туркестанської області Казахстану. Адміністративний центр та єдиний населений пункт — село Шубарсу.
Населення — 32390 осіб (2021; 16350 осіб (2009).
Сільський округ утворено 2004 року шляхом виділення зі складу Шубарського сільського округу території площею 14,91 км². 2020 року до складу сільського округу було передано 0,80 км² території Шубарського сільського округу.